# Бланкенгаген, Петер Генрих фон
Петер Генрих фон Бланкенгаген (нем. Peter Heinrich von Blanckenhagen; 21 марта 1909, Рига — 6 марта 1990, Нью-Йорк, Нью-Йорк) — русско-немецкий археолог, работавший в США.

## Биография
Родился в 1909 году в Риге (Лифляндская губерния, Российская империя) в дворянской семье. В 1918 году, в условиях Гражданской войны, вместе с семьёй эмигрировал в Германию, где поселился в Шверине и там же пошёл в школу. В дальнейшем получил гражданство независимой Латвии, которое сохранял до 1940 года, но фактически там не проживал.
После окончания гимназии в Шверине, изучал классическую археологию (археологию античности)  в университетах Гамбурга, Берлина и Мюнхена. Диссертацию, посвящённую античной архитектуре, защитил в Мюнхене. Утратив в 1940 году латвийское гражданство, в 1941 году получил немецкое, после чего смог официально устроится на должность преподавателя в Марбургский университет. С 1946 года преподавал в Гамбургском университете, временами посещая Чикаго в качестве приглашённого профессора.
В 1950 году окончательно переехал в Чикаго, где стал штатным профессором Чикагского университета и в 1956 году получил гражданство США. В 1959 году преподавал в Институте изящных искусств Нью-Йоркского университета, а также, в качестве приглашённого профессора, читал лекции в Принстонском университете, Университете Цинциннати и в Национальной галерее искусств в Вашингтоне. В 1977 году официально вышел на пенсию, но ещё несколько лет продолжал преподавать в Нью-Йоркском университете.
Бланкенгаген был специалистом по эллинистическому и римскому искусству, прежде всего архитектуре, скульптуре и фресковой живописи. Имел репутацию хорошего лектора и оратора.
Скончался в 1990 году в Нью-Йорке.

## Академические регалии
- Член Американской академии искусств и наук
- Член Американского философского общества
- Член Немецкого археологического института
- Командорский крест ордена «За заслуги перед Федеративной Республикой Германия»
- Золотая медаль Археологического института Америки, 1982 г.
- Ежегодная мемориальная лекция Бланкенгагена Археологического института Америки в память о нём

## Избранные работы
- Flavische Architektur und ihre Dekoration untersucht am Nervaforum. Dissertation. Mann, Berlin 1940.
- Das Bild des Menschen in der römischen Kunst. Scherpe, Krefeld 1948.
- mit Christine Alexander: The Paintings from Boscotrecase (= Mitteilungen des Deutschen Archäologischen Instituts, Römische Abteilung. Ergänzungsheft 6). Kerle, Heidelberg 1962.
- The Odyssey Frieze. In: Mitteilungen des Deutschen Archäologischen Instituts, Römische Abteilung. Band 70, 1963.
- Der ergänzende Betrachter. Bemerkungen zu einem Aspekt hellenistischer Kunst. In: Wandlungen. Studien zur antiken und neueren Kunst. Festschrift für Ernst Homann-Wedeking. Stiftland, Waldsassen 1975.
- mit Christine Alexander: The Augustan Villa at Boscotrecase (= Deutsches archäologisches Institut Rom. Sonderschriften. Band 8). Zabern, Mainz 1990.